# Iglesia abacial de Doberan
La iglesia abacial de Doberan o Doberan Minster es una iglesia de origen medieval y católica de Alemania, ahora la principal iglesia luterana de Bad Doberan en la región histórica de Mecklemburgo, parte del estado de Mecklemburgo-Pomerania Occidental. Cerca del mar Báltico y de la ciudad hanseática de Rostock, es el patrimonio religioso más importante de la Ruta Europea del Ladrillo Gótico. Dedicada en 1368, es la parte que sobrevive de la abadía de Doberan, una antigua fundación cisterciense. La primera abadía en Mecklemburgo, fundada en 1171, que también se usó como lugar de enterramiento de los señores regionales, adquirió importancia tanto política como histórica.
A través de las actividades de sus habitantes, la abadía contribuyó enormemente al desarrollo cultural y económico de Mecklemburgo y se convirtió en el centro del cristianismo en la región. Ninguna otra abadía cisterciense en Europa puede presumir de tener gran parte del interior original, que permanece intacto. Entre sus tesoros se encuentran el altar mayor, que es el altar alado más antiguo de la historia del arte, el monumental altar cruzado y la tumba esculpida de la reina danesa Margarita Sambiria.
Incluso después de la Reforma y de la disolución de la abadía en 1552, la iglesia continuó sirviendo como lugar de enterramiento principal de la nobleza gobernante en Mecklemburgo, así como de lugar de culto de la congregación evangélica-luterana.
Se dice que la iglesia abacial de Doberan es el edificio medieval más importante de Mecklemburgo-Pomerania Occidental, el mejor ejemplo de creatividad medieval puesto en práctica y que es un edificio de la más alta perfección técnica y artística. Los muebles expuestos son de la más alta calidad artística. Ninguna otra iglesia en el norte de Alemania tiene un mobiliario litúrgico tan completo e históricamente importante. Los muebles cistercienses, en su mayoría bien conservados, son únicos. La abadía es un monumento artístico único y precioso en la región costera del mar Báltico

## Arquitectura

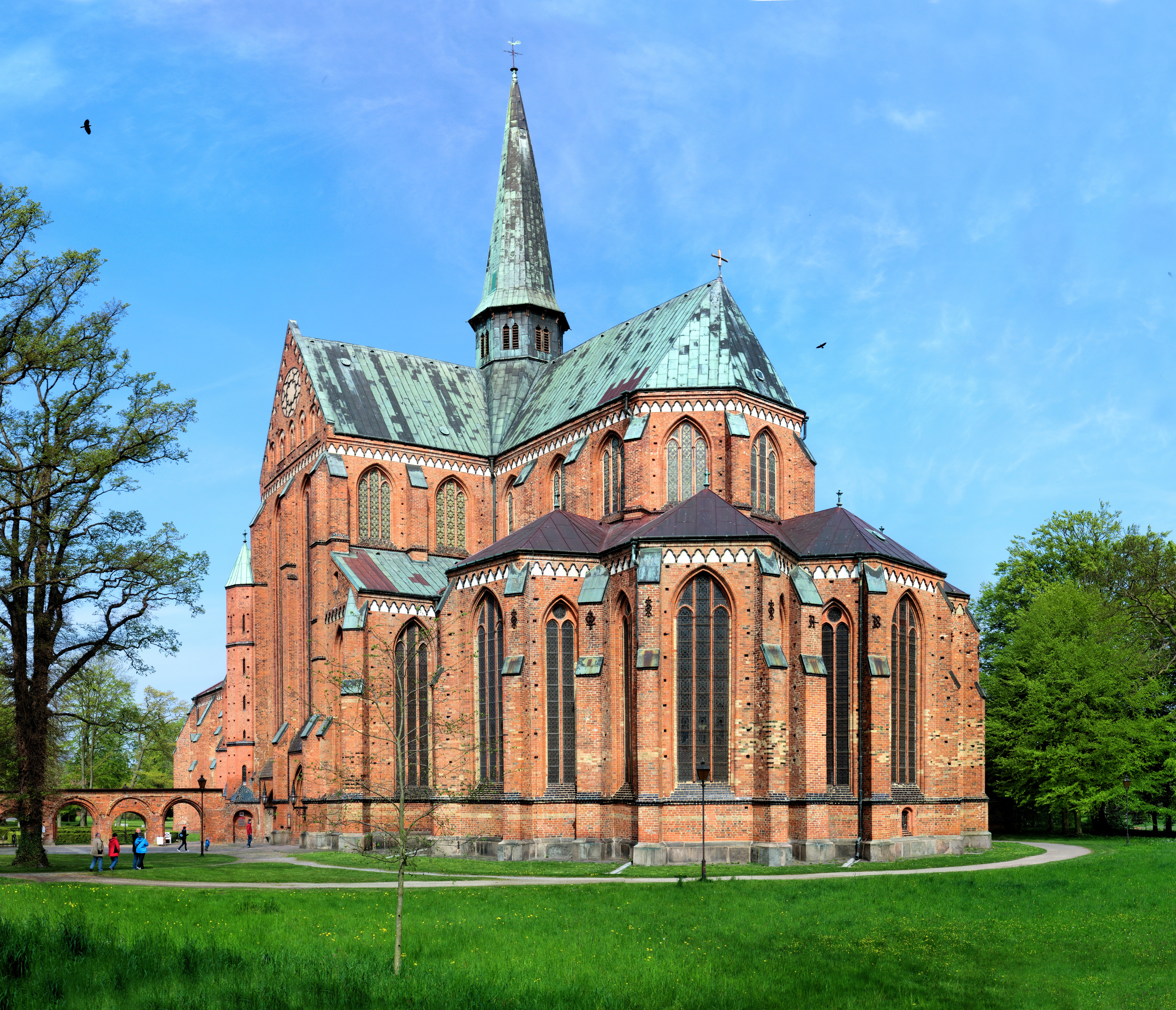
The Minster in Bad Doberan

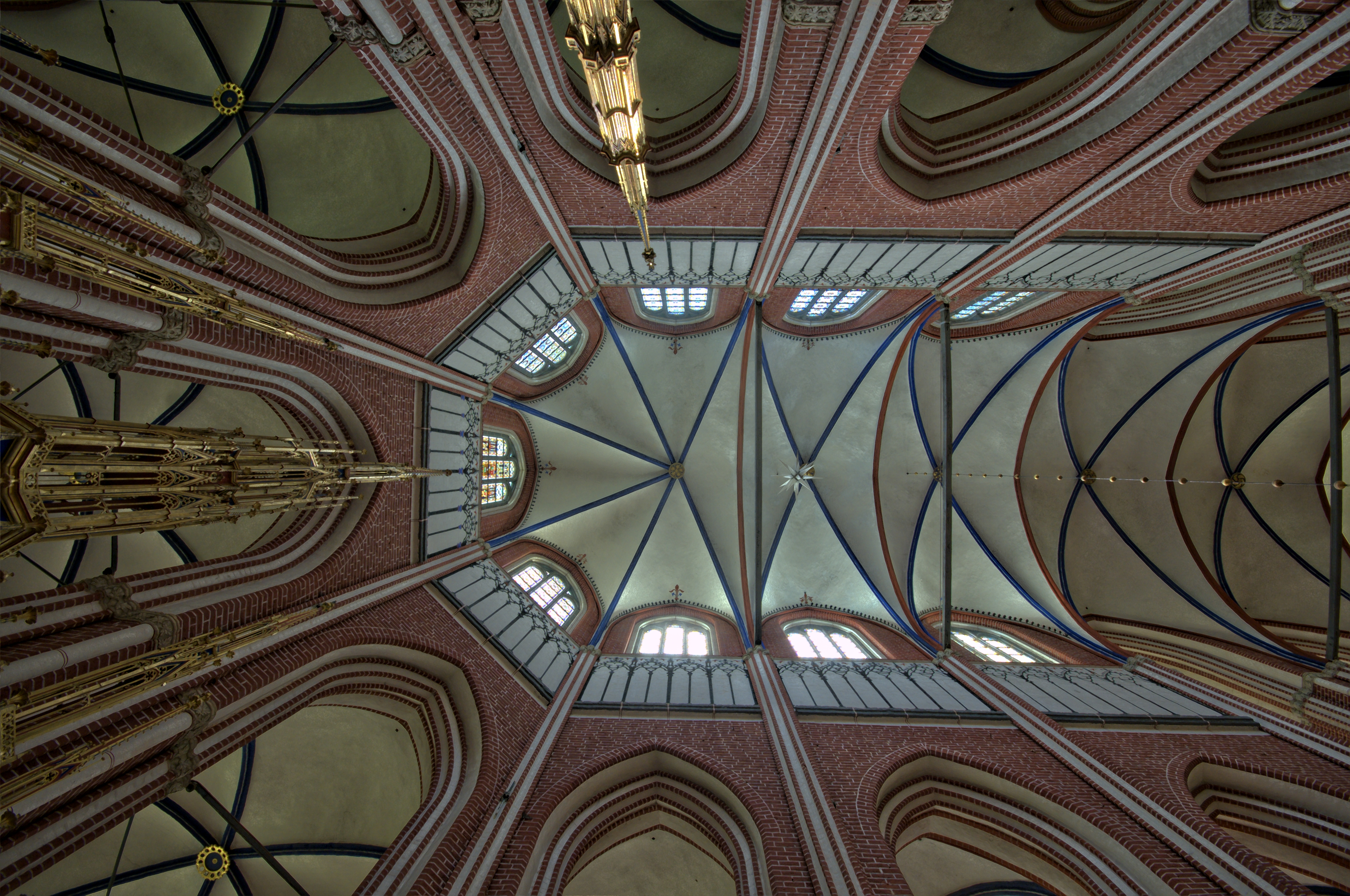
Ceiling of the nave

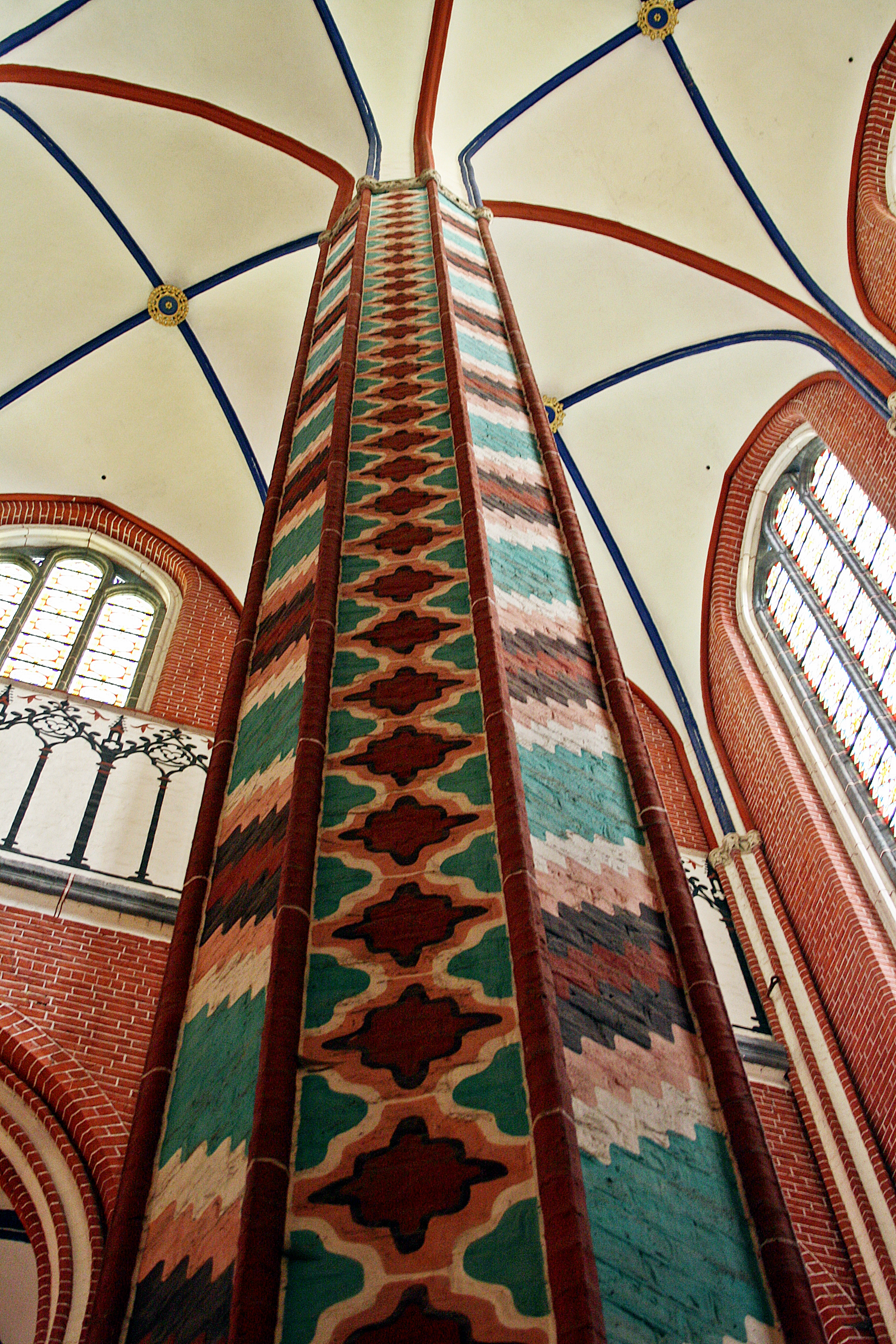
A pillar supporting the vaulted ceiling

La iglesia abacial de Doberan es una simbiosis única de un edificio catedralicio del alto gótico, basado en el estilo de las catedrales francesas, y en elementos de otras iglesias hanseáticas, así como en la influencia del código de construcción de los cistercienses, especialmente la primera fase de la abadía de Pontigny. La orden cisterciense se había creado en 1098 en Francia como un movimiento reformista de la orden benedictina. Las ideas para vivir juntos se basaban en las reglas de San Benito del siglo V. La orden cisterciense estuvo fuertemente influenciada por Bernard de Clairvaux, quien se les unió a principios del siglo XII. Las reglas básicas de la vida monástica eran la humildad, la pobreza y la obediencia. La pobreza como norma significaba que a ningún monje se le permitía tener posesiones personales y también que las iglesias de las abadías debían ser sencillas, sin decoraciones u ornamentos.
En las iglesias cistercienses de estilo románico temprano, algunas de las cuales se conservan parcialmente, es fácil reconocer las formas simples y suaves, las decoraciones dispersas y los muebles. Alrededor de 1280, se inició la construcción de la segunda iglesia de la abadía, que recibió el tejado ya en 1300, pero fue consagrada en 1368. La reforma cisterciense, que exigía simplicidad en el diseño y el mobiliario, ya tenía 200 años y tuvo poca influencia en la segunda iglesia.
De los viajes que habrían realizado a Francia, los monjes de Doberan se inspirarían en las iglesias góticas de allí. Regresaron con nuevas ideas y las implementaron aquí. También en las ciudades hanseáticas circundantes, las iglesias estaban siendo construidas en estilo gótico.
Los duques regionales influyeron incluso más en la construcción. El duque Pribislao de Mecklemburgo patrocinó el monasterio en Doberan y luego fue enterrado en la iglesia. La Doberan Minster se convirtió en el sitio de entierro más importante de los duques de Mecklemburgo, que donaron fondos para su continuo desarrollo. Los cimientos de la Minster  se encuentran en un suelo arenoso con cuñas integradas de grava en el punto de encuentro de tres arroyos. El agua subterránea está aproximadamente a 1.5 m por debajo del nivel del suelo. El área circundante era en su mayoría de marismas. No era un sitio ideal para construir, especialmente no para construir un monasterio con una iglesia de tales dimensiones. Por lo tanto, los cimientos debieron disponerse profundamente, para garantizar un edificio seguro y estable. Al contrario de otras órdenes religiosas, los monjes cistercienses buscaban sitios remotos y de difícil acceso para establecer sus monasterios. Así hicieron una gran contribución en el poblamiento de la región, cultivando tierras arables y fueron muy apreciados por los duques. Sin verdadera piedra o arenisca disponibles, usaron el ladrillo como material de construcción. Para fabricar los ladrillos mezclaban arena, arcilla y agua y llenaban moldes de madera que luego secaban y horneaban en hornos de campo. Tres años tomaba producir un ladrillo. Esos ladrillos, conocidos como forma de abadía, tenían aproximadamente 30 cm de largo, 15 cm de ancho, 9,5 cm de alto y pesaban alrededor de 8 kilogramos. El cemento de piedra caliza para las juntas de ladrillo estaba libre de yeso para evitar la expansión y la erosión, garantizando así una larga vida útil.

## Elementos

### El altar principal

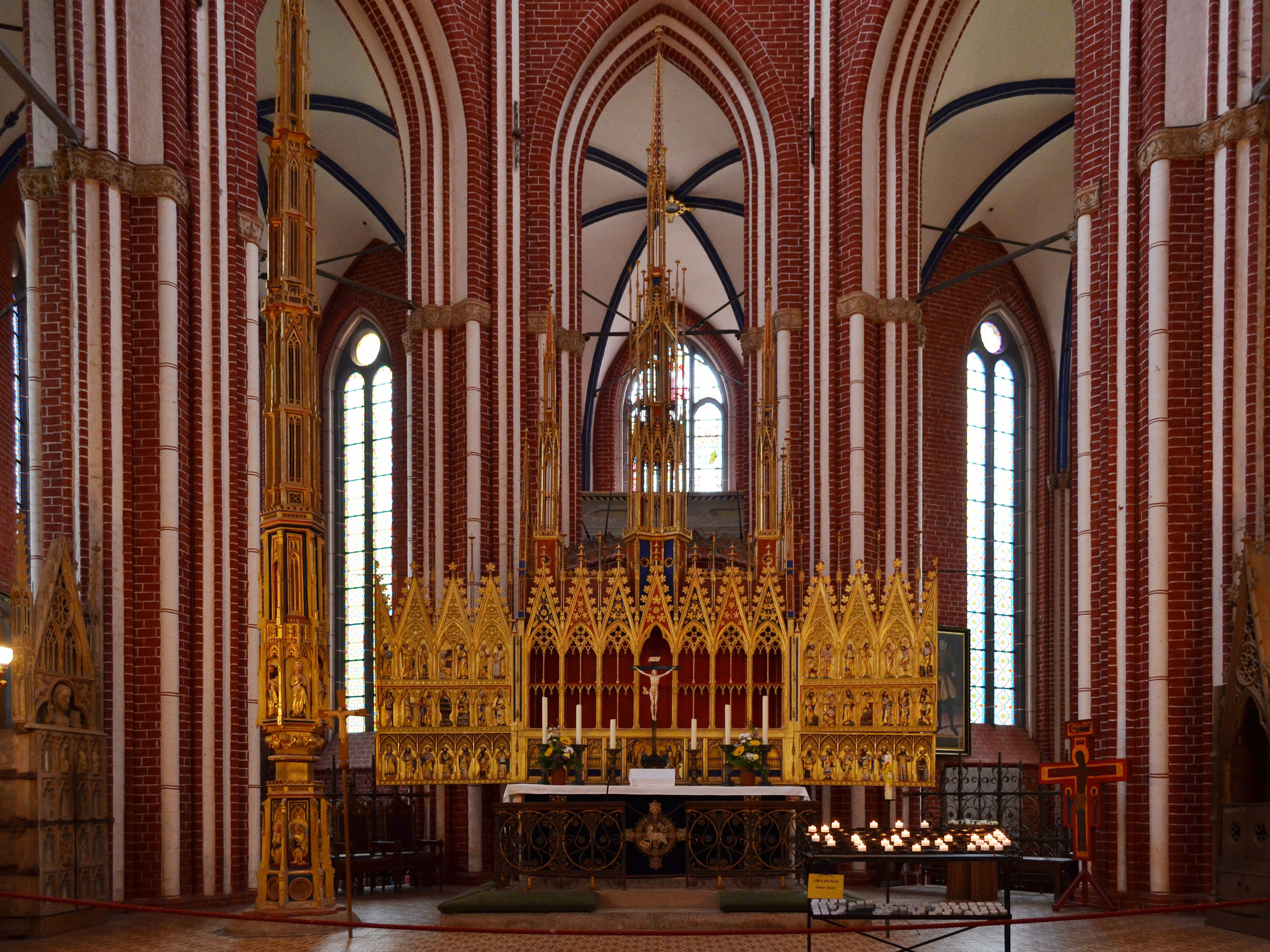
Doberan Münster, coro con altar mayor a la izquierda.

El altar fue creado alrededor de 1300 como un altar cerrado por artistas desconocidos. No solo es el altar de ala más antiguo de Alemania, sino también el más antiguo de la historia del arte. Las secciones superior e intermedia se remontan a ese tiempo. La fila superior representa historias del Nuevo Testamento, que coinciden con las representaciones del Antiguo Testamento en la fila central. El Nuevo Testamento está representado en el ala izquierda que representa la alegría de María y en el ala derecha el sufrimiento de María.
Hasta alrededor de 1400, la figura de María en el candelabro estaba en el nicho central de este altar. La figura de madera fue reemplazada por una gran custodia y varias imágenes sagradas. Además  en el santuario se guardaban reliquias y monstruos. Todos ello se perdió durante la Guerra de los Treinta Años.
Alrededor de 1350 se agregó la fila inferior, que representa a los apóstoles y a los dos santos patronos, san Sebastián y el papa Fabián. La fila superior en el ala izquierda muestra a Juan el Bautista, el anuncio de María, el nacimiento y la dedicación de Cristo. En el ala derecha, al azote de Jesús, a Jesús cargando la cruz, la Crucifixión y la Resurrección. La fila central en el ala izquierda muestra a Eva, a Sara, la puerta cerrada, la zarza ardiente y la dedicación de Samuel. En el ala derecha, aparecen Moisés golpeando la roca, el sufrimiento de Job, Abraham ofreciendo a Isaac, la serpiente de hierro, Samon y las puertas de la ciudad de Gaza. La fila inferior del ala izquierda muestra a San Fabián, y a los apóstoles Bartolomé, Tomás, Simón, Mateo, Andrés y Pedro. El ala derecha muestra a los apóstoles Pablo, Santiago el mayor, al evangelista Juan, a Felipe, a Judas el galileo, a Mateo y a san Sebastián.

### El Tabernáculo

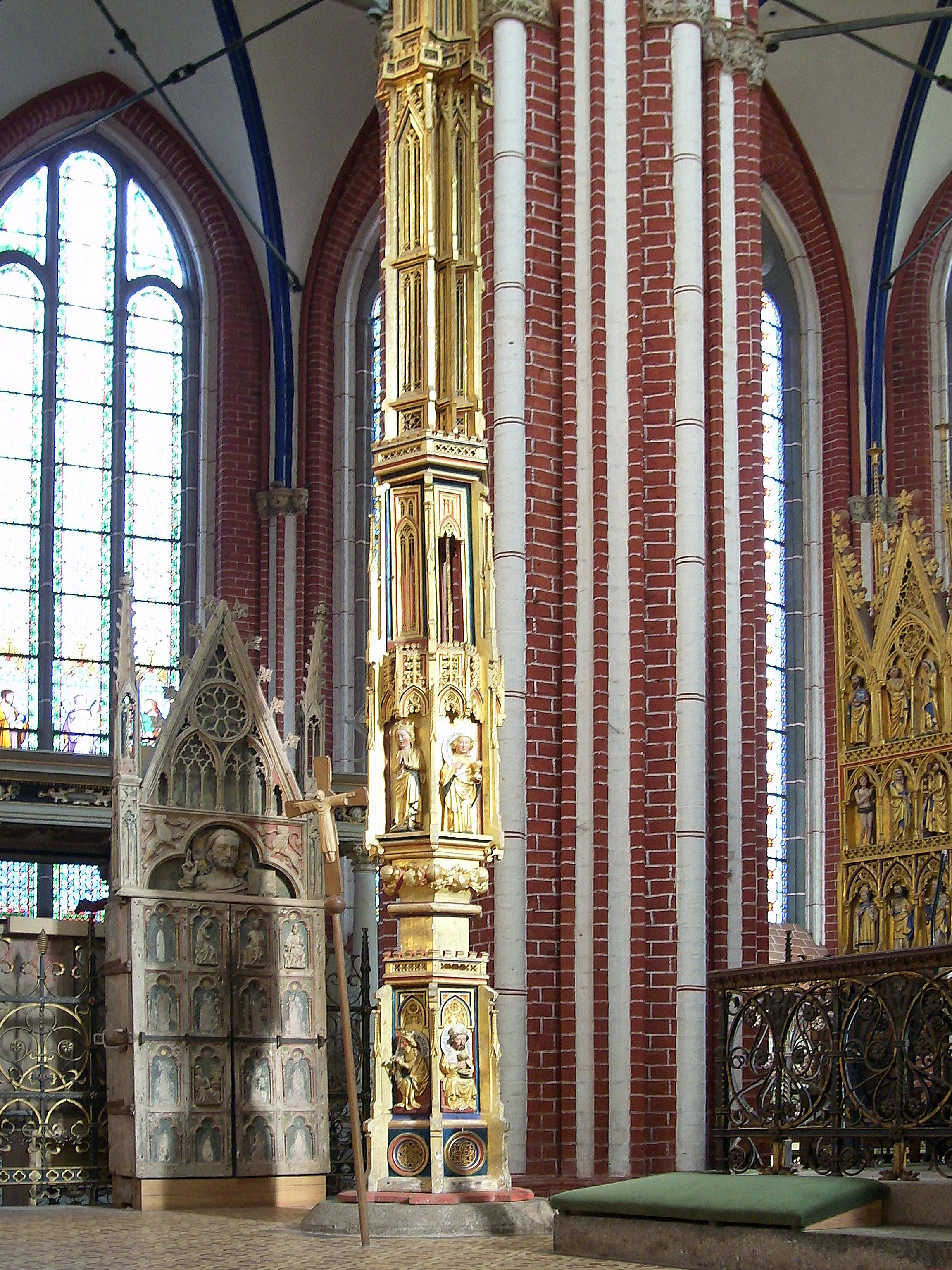
El tabernáculo

El tabernáculo fue construido entre 1350 y 1360 en forma de una enorme custodia de estilo gótico, probablemente realizado por el mismo tallador que hizo la fila inferior del altar mayor. El tallado, de 11,60 metros de altura, está hecho de roble y es el tabernáculo más antiguo de su tipo en Alemania.
En el mismo nivel que la estatua de María, se encuentra el compartimento que contenía la hostia hasta la disolución de la abadía. En el espacio de arriba probablemente hubo una custodia mostrando un hostia. Las figuras están todas relacionadas con la celebración de la misa. Las representaciones que comienzan en el frente inferior y que van en el sentido de las agujas del reloj son: el rey David con un arpa, Abel ofreciendo un cordero, Moisés y el maná, san Bernardo, la profetisa Deborah, el sacerdote y rey Melquisedec; y, en el nivel superior, María, madre de Dios, Juan el Bautista, san Pedro, Santiago, san Pablo, san Juan Evangelista.

### El sagrario

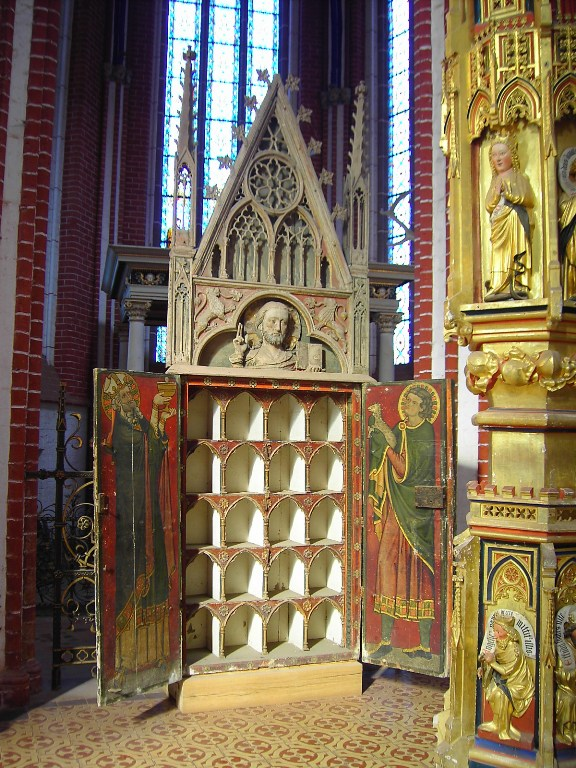
El sagrario (ca. 1300)

El  sagrario, donde se guarda el cáliz, a la izquierda del tabernáculo, es una pieza excepcionalmente única, creada alrededor de 1310. En el interior había 20 juegos de utensilios para celebrar la misa (cálices, platos, jarras, cucharas), probablemente para los 2 altares principales y los 18 altares laterales de la iglesia de la abadía. Unos residuos de ladrillos en las paredes laterales muestran que el armario se habría construido originalmente dentro de una pared. Cabe destacar las figuras en el exterior de las puertas, que representan a María, a Cristo, a san Pablo y a Ezequiel, y los cuadros originales (solo limpiados, nunca retocados) en el interior de las puertas. Ahí se ve  a Abel con el cordero y a Melquisedec con el cáliz, como un signo de la ofrenda de muerte de Jesucristo. En la parte superior se puede ver a Jesús dando su bendición.

### La credenza
A la izquierda hay una credenza (de alrededor de 1300). Es parte del mobiliario original de la iglesia gótica y fue tallado en madera de roble, como la mayoría de los otros artefactos medievales de madera de la iglesia. Sirvió para la preparación de los utensilios litúrgicos utilizados al celebrar la Eucaristía en el altar mayor.

### Los bancos levitas
Las partes más bajas de los bancos levitas son originarios del siglo XIV. El canopio es una reconstrucción del siglo XIX. Los asientos de los levitas, un banco para tres, eran el lugar para el monje, el diácono y el subdiácono que celebraban la misa.

### Candelabros ornamentales
En la parte superior, cuelga un candelabro ornamental que muestra de manera prominente la estatua de la Madre María, de estilo románico tardío-gótico temprano a partir de 1280. Esta figura era de 1300 en adelante como la estatua central en la sección central del altar mayor. Alrededor de 1400 se integró en el candelabro de nueva creación. Aquí se la presenta como una Madonna apocalíptica con una corona de estrellas, el sol y la luna creciente, como en el Libro de Apocalipsis 12.1: «una mujer vestida del sol, con la luna debajo de sus pies, y sobre su cabeza una corona de doce estrellas». 
En la parte superior del baldaquino se puede ver la inscripción  "AVE MARIA"  como la oración infinita de los monjes cistercienses a su principal patrona.

### El atril del águila
El atril del águila frente al altar mayor fue hecho de cobre en el siglo XIX por el herrero Steusloff de Doberan, como imitación de un atril encontrado originalmente en la catedral de Hildesheim. El águila es el símbolo de Cristo y de la fe victoriosa sobre el mal. Fue restaurado en 2002.
Detrás del atril se encuentran las tumbas del duque Enrique II (el León) de Mecklemburgo (muerto en 1329) y de Nicolaide de Werle (siglo XIV). Las tumbas están cubiertas con tablillas de mosaico medievales, que están protegidas por rejillas metálicas (siglo XIX).

### Sillería del coro
Aunque tienen casi 700 años de antigüedad, las filas de la sillería del coro se han conservado en excelentes condiciones. Se construyeron durante el período de 1300-1370 y fueron utilizados por los monjes para celebrar sus siete servicios diarios de oración. Los asientos se colocaron originalmente unos metros hacia el este, hacia el altar mayor. El motivo de la colocación longitudinal de los asientos radica en el hecho de que las oraciones horarias gregorianas eran cantadas alternativamente por los monjes de cada lado. Los canopios
sobre los asientos, con intrincadas rosas talladas, son de la más alta calidad y se completaron alrededor de 1380-1400. El trabajo ornamental se realizó en un estilo que coincide con el del altar cruzado (1360) y fue seguido por el trabajo realizado en el octágono (1420).
De especial interés son algunas tallas únicas en los extremos de los bancos: el estilo de los pelícanos termina con la vid, la hiedra y el águila. Cerca del atril hay bancos con lirios y monjes tallados (1310). Los últimos muestran, en la parte superior, la Anunciación de María y, en la parte inferior, a san Benito, fundador de la Orden Benedictina y autor de las reglas de la vida monástica, así como a san Bernardo de Clairvaux, padre espiritual de la orden cisterciense.

### Altar transversal de doble cara

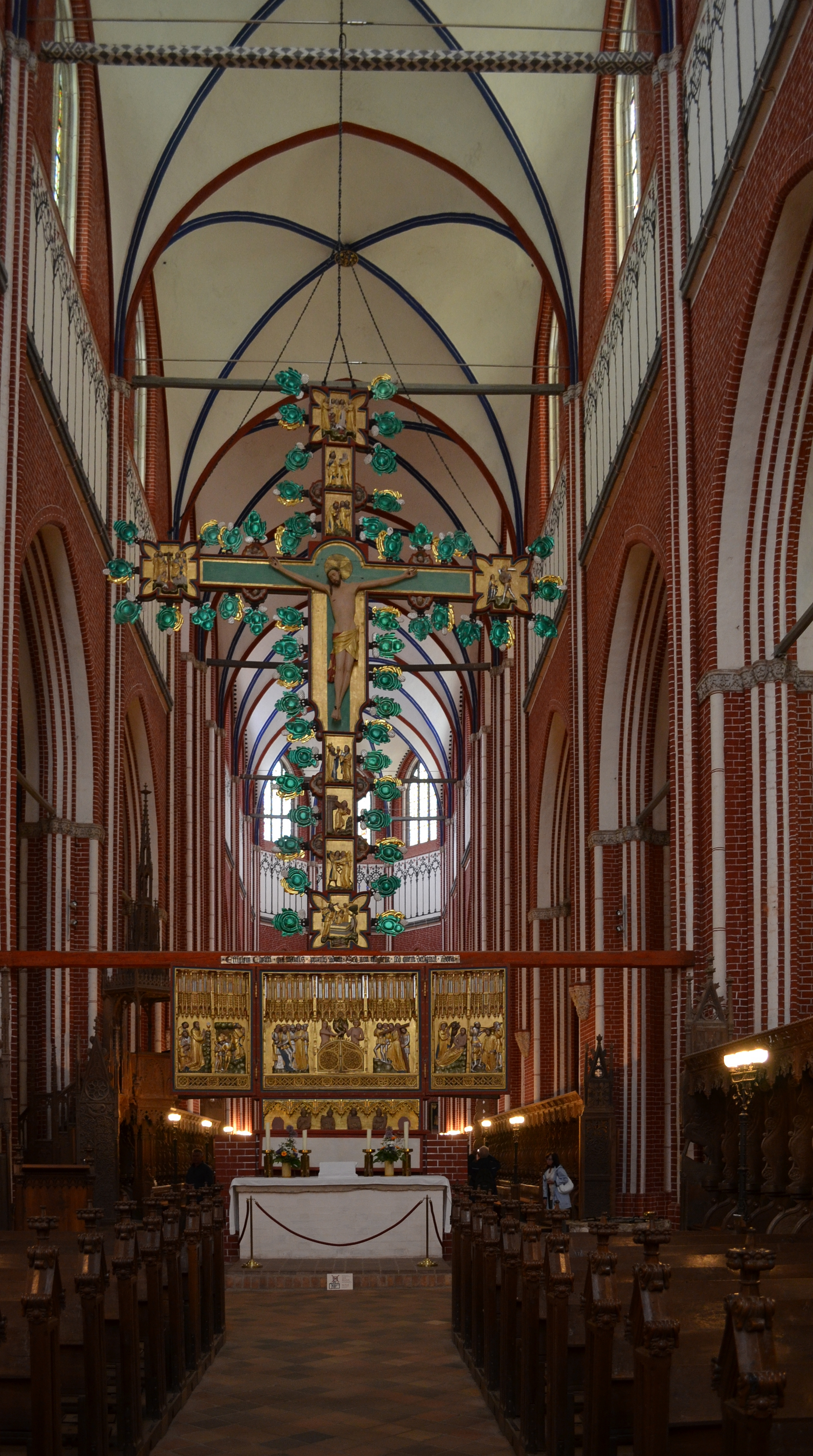
Nave con el altar transversal del siglo XIV

El altar transversal de doble cara y el pronaos, más alto que un hombre, dividían los bancos de los monjes, en la parte oriental, de los asientos de los hermanos laicos, en la parte occidental. El altar probablemente fue creado bajo la supervisión de un maestro de obras de Bohemia, o de Alemania del sur, con la ayuda del maestro del norte de Alemania, Bertram von Minden. Fechado en 1360-1370, es el más monumental de su tipo en Europa. En el momento de la dedicación de la iglesia en 1368, la mayor parte probablemente estaba terminada.
El altar cruzado de doble cara muestra, en el lado occidental, a Cristo, la predela y la cruz del triunfo, y, en el lado oriental, el santuario de las reliquias, un altar y la cruz con forma de "Árbol de María". Las pinturas en el lado de María del altar de la cruz: desde la izquierda: Anunciación de María (Lucas 1, 26-38), los signos a Gedeón (Jueces 6, 36-40), nacimiento de Cristo (Lucas 2, 6-16), Moisés y la zarza ardiente (2 Moisés 3, 1-8), presentación de Jesús en el templo (Lucas 2, 22-35), presentación de Samuel en el templo (1 Samuel 1, 24-28), Huida a Egipto (Mateo 2, 13-15). En la cruz, de abajo hacia arriba: Golpeando la roca con Moisés y Aarón (4. Moisés 20, 1-13), el Evangelista Mateo (ángel), los espías con uvas (4. Moisés 13, 17-33), Judith y Holofernes (Judith 13), María con Jesús (cuadro central), Ester frente a Asuero (Ester 5, 1-8), Evangelista Juan (águila), coronación de María (sin antecedentes bíblicos). A la izquierda: la vara brotadora de Aarón (4. Moisés 17, 8-9), Marcos de Evangelista (león). A la derecha: el evangelista Lucas (Tauro), la puerta cerrada al santuario (Ezequiel 44, 1-3).

#### El árbol de la vida
La cruz se muestra como el árbol de la vida; fiel a las palabras de Cristo: «Yo soy la vid y vosotros sois las ramas» (Juan 15:5). La representación de Cristo como el árbol que da vida y triunfa, conquistando a Satanás, es uno de los símbolos más importantes del cristianismo medieval. La cruz, que traía la muerte, no era vista como un instrumento de tortura, pero a través de la resurrección de Cristo llegó a ser entendida como un símbolo de la vida eterna. Ciertas figuras o historias del Antiguo Testamento influenciaron escenas, personas o declaraciones en el Nuevo Testamento.
Las imágenes simbólicas en el costado de Cristo, a la izquierda del altar son: Cristo en el Monte de los Olivos (Mateo 26, 36-46), Elías en el Monte Carmelo (2. Reyes 1), Cristo frente a Poncio Pilato (Mateo 27, 24-26), La flagelación de Jesús (Mateo 27, 26-30), la historia de Job (Job 2, 1-10), Jesús cargando la cruz (Mateo 27, 31+32), la Caída del Hombre (1. Moisés 3, 1-5). Sobre la cruz, de abajo hacia arriba: Abraham ofreciendo a Isaac (1. Moisés 22, 9-14), Jacob luchando contra el ángel y la escalera al cielo (1. Moisés 32, 23-33 + 28, 11-22), Sansón y las puertas de la ciudad de Gaza (Jueces 16, 1-3), Abel y Melquisedec (1. Moisés 4,4 + 14, 18-24), Cristo en la cruz (imagen central), el golpe de la roca (2. Moisés 17, 1-7), Elías y la viuda de Zarephath (1. Reyes 17, 10-24), marcando al siervo de Dios con el sello (Apocalipsis 7), a la izquierda: la serpiente de hierro, a la derecha: David mata a Goliat (1. Samuel 17, 4 (38-51) 58). En las áreas medio redondas en los brazos cruzados están los jefes de los profetas.

### Piezas de vidrio medieval
En la ventana superior se unieron valiosas piezas de vidrio medieval (1300) durante el siglo XIX para mostrar imágenes de la Madre María y Juan Evangelista. Originalmente, la capilla de la familia von Oertzen estaba ubicada debajo de la ventana. Lo único que queda de ella es la ventana de la capilla patrocinada por la familia von Oertzen, a la izquierda una lápida medieval de uno de la familia de von Oertzen y a la derecha la placa conmemorativa de Siegfried (fallecido en 1441) y Hermann von Oertzen (fallecido en 1386) con la inscripción: «En el año de nuestro Señor 1441, el 11 de julio, Siegfried von Oertzen falleció en tierra santa y está enterrado en el monte Sión. En el año de Nuestro Señor 1386, falleció el caballero Hermann von Oertzen».

### La parte occidental de la catedral
Hasta el antiguo pronaos y el altar de la cruz estaba, como en todas las abadías cistercienses, la sala de los servicios religiosos de los hermanos laicos. Los bancos de los hermanos legos son en su mayoría originales y completos y están fechados hacia 1280. La forma redonda de los muros de separación, los asientos de penitencia estilo consola y las pequeñas semicolumnas pertenecen a ese período. Las marquesinas con sus tallas ornamentales se agregaron más tarde y se inspiraron en la sillería del coro en la parte este de la iglesia.
Nótense los extremos del banco ingeniosamente tallados. La talla de un águila con robles y hojas de higuera representa una escena en la que el diablo quiere tentar a un hermano lego. La leyenda dice: «Hermano, ¿qué estás haciendo aquí? ¡Ven conmigo!» y el estoico hermano lego responde: «¡No me encontrarás nada malo, fiera repugnante, apártate de mí!». Otro extremo del banco muestra un pelícano que representa el sacrificio de Cristo, y otro extremo del banco muestra un león que representa a Cristo resucitado. Un extremo de un banco muestra un lobo y un dragón, de cuyas bocas crecen la vid y el lúpulo. Así, estas criaturas malvadas producen bondad.
La pila bautismal románica en forma de cáliz del siglo XIII, está hecha de piedra caliza y fue traída de la isla de Gotland. Originalmente fue parte del interior de la Iglesia de Santa María en Wismar.

### Bancos para los duques
La ventana occidental del siglo XIX es la ventana mayor de la iglesia y fue restaurada en 1996. Se utilizaron partes de los bancos medievales para remodelar los bancos de los duques (siglo XIX). Se colocaron entre las filas sur de los monjes y los bancos de los hermanos legos, en diagonal frente al púlpito.

### Frente del reloj astronómico

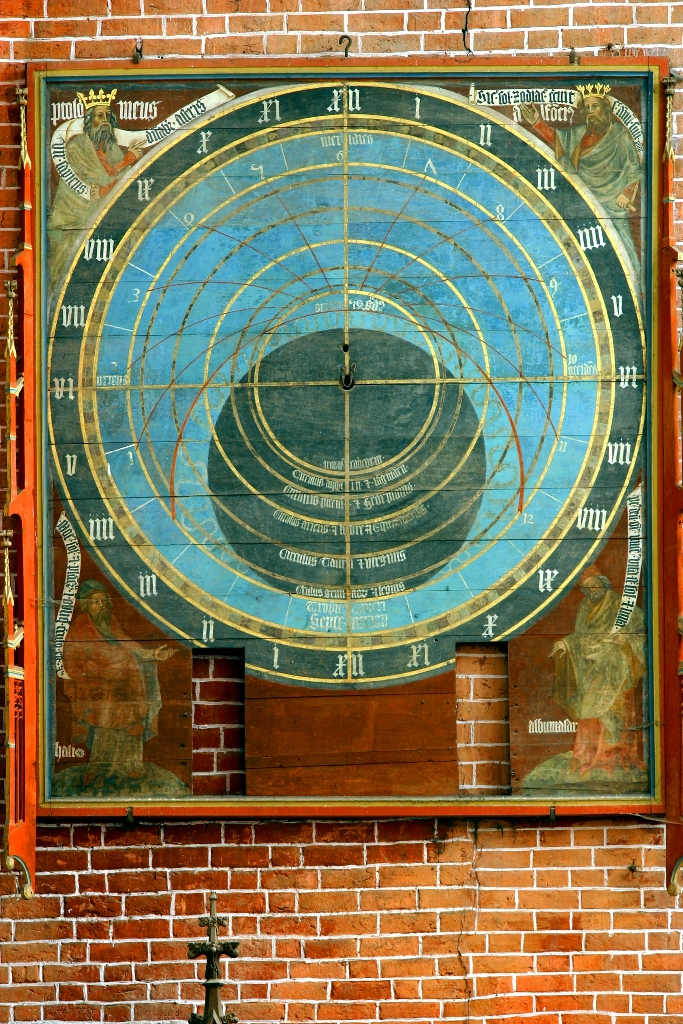
Frente del reloj astronómico

Sobre la entrada occidental está la esfera del reloj astronómico, que fue destruido durante la guerra de los treinta años. Fue construido en 1390 por Nicolaus Lilienfeld según la creencia de un universo geocéntrico. El reloj estaba originalmente ubicado en la pared occidental del crucero sur, sobre los escalones de los dormitorios de los monjes. Las cuatro esquinas representan a filósofos y astrónomos famosos de la antigüedad. 

### El sarcófago de granito
El sarcófago de granito del Gran Duque Friedrich Franz I de Mecklemburgo (fallecido en 1837) tardó 16 años en terminarse y fue puesto frente al altar mayor en 1843. Fue trasladado a su lugar actual en la parte occidental de la catedral en 1976. Friedrich Franz fue el primer Gran Duque de Mecklemburgo y fundó el primer balneario junto al mar en 1793 en Heiligendamm. Eligió Doberan como residencia de verano de los duques de Mecklemburgo y así le dio una creciente fama a Doberan.

### Losas de tumbas medievales e imágenes
En el pasillo lateral, se han dispuesto valiosas lápidas medievales de piedra de los como una nueva exposición en 2004 y 2005. Esas lápidas estaban originalmente en el crucero. Después de la reforma, fueron trasladadas y colocadas en el piso de la iglesia. A finales del siglo XIX, el maestro de obras Möckel las quitó del suelo de la iglesia y las integró en las paredes laterales. Se retiraron de las paredes laterales, se desalaron, restauraron y colocaron, a distancia, contra las paredes, permitiendo un flujo constante de aire para evitar mayores daños. Las lápidas están ahora colocadas de la siguiente manera: al lado derecho los dos abades sin nombre, seguidos por los abades Martín I (fallecido en 1339), Jakob (fallecido en 1361), Martín II (fallecido en 1391), Johannes Plate (fallecido en 1420) y el vicario von Neuburg, Hermann von Giwertze (fallecido en 1449); a la izquierda, los abades Gottschalk (fallecido en 1391), Hermann Bockholt (fallecido en 1423), Bernhard (fallecido en 1441), Johannes Wilkens (fallecido en 1489), Franz Meyne (fallecido en 1499) y Heinrich Mützel (fallecido en 1504).
Encima de estas lápidas están las imágenes de la duquesa Ana de Brandeburgo (fallecida en 1567), la esposa de Alberto VII, el duque Albrecht VII de Mecklemburgo (fallecido en 1547), Johannes VI de Mecklemburgo (fallecido en 1474), Alberto VI de Mecklemburgo (fallecido en 1483), Johann V de Mecklemburgo (fallecido en 1422), Heinrich IV  (el Gordo) de Mecklemburgo (fallecido en 1477), Albrecht II (el grande) de Mecklemburgo (fallecido en 1379),  Pribislao, duque de la tribu Obotrite y fundador de la abadía Doberan, el primer gobernante cristiano de esta región (fallecido en 1178) y Niklot, duque de los eslavos (fallecido en 1160).

### Piezas de vidrio medieval y tablillas de piedra
Esta ventana fue restaurada entre 1978-1980. En el proceso de restauración se utilizaron valiosas piezas de vidrio medieval (1300). La abadía comenzó a operar dos cristalerías en el siglo XIII. Durante el proceso de fabricación del vidrio, se agregaron al vidrio calentado incoloro varios pigmentos naturales, obtenidos de tierras, sales u óxidos metálicos, para lograr colores únicos. Las secciones de vidrio coloreado se unieron luego con tiras de plomo. Luego se pintaron los motivos ornamentales. A pesar de que las primeras reglas cistercienses enfatizaban la simplicidad, toda la iglesia abacial fue completamente equipada con ventanas de colores durante el siglo XIV. Se representan a Juan el Bautista, la Virgen María con el Niño Jesús en Belén, Juan el Evangelista y debajo de él la duquesa Anastasia de Mecklemburgo (fallecida en 1317), quien patrocinó una ventana para la iglesia de la abadía. Debajo de las ventanas hay tablas de piedra que conmemoran a las víctimas de la guerra y la violencia. La comunidad de la iglesia agregó las dos planchas más externas en 1985, 40 años después del final de la Segunda Guerra Mundial. Nombran algunos lugares de asesinato y crueldad y exhortan a mantener la paz y la justicia.

### La capilla von Bülow y el órgano
La Capilla von Bülow (sala del Silencio) lleva el nombre de la familia von Bülow. Durante tres cuartos de siglo, los obispos de Schwerin procedían de esta familia. Los frescos del interior se pintaron en 1873, ya que se perdieron la mayoría de los frescos medievales. Representan obispos, varios miembros de la familia y, en el muro oriental, el Cristo crucificado con Juan y María, así como Santo Tomás de Canterbury y el caballero Olav. Frente a la capilla se encuentra la lápida del magister Hermann Kruse (fallecido en 1599), el primer pastor luterano que asumió el cargo en 1564. Se muestra al magister Kruse portando un cáliz laico que estaba de acuerdo con las convicciones reformadoras de esa época. Esa representación del cáliz es una declaración de enseñanza evangélica que significa que la creencia luterana es la religión adecuada. Tumba de piedra restaurada en 2007. El órgano, construido en 1980 por el constructor de órganos Schuke de Potsdam, está sobre la capilla von Bülow. El primer órgano se instaló en la catedral alrededor de 1600, el segundo órgano fue construido e instalado por el constructor de órganos Friese de Schwerin. El órgano actual tiene 3220 tubos, 44 registros y tres manuales. Se toca durante los servicios religiosos, en recitales de órgano y conciertos. Desde mayo hasta septiembre, los conciertos se llevan a cabo todos los viernes a las 19:30. La actual galería del órgano fue la galería de la Casa de Mecklemburgo durante la época medieval.

### La capilla de Pribislao

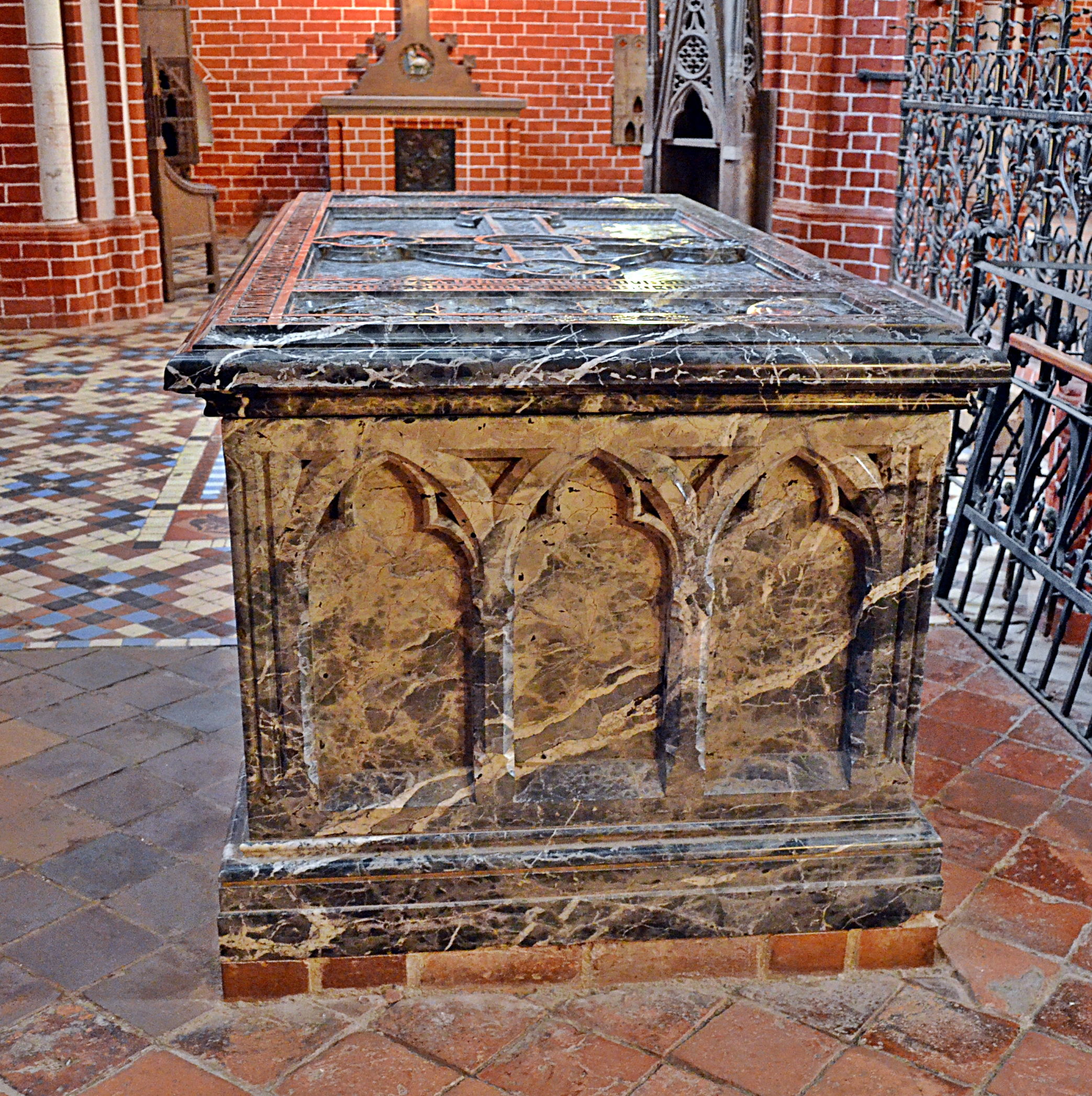
Capilla de Pribislao, en el transepto norte

La capilla fue el lugar de enterramiento y capilla de la Casa de Mecklemburgo desde 1302. Lleva el nombre del duque Pribislao, fundador de la abadía, que murió en 1178 en Lüneburg. Sus restos fueron trasladados a Doberan en 1219. En la capilla hay numerosas exposiciones dignas de mención. En el muro oriental, una ventana parcialmente medieval, del siglo XVI, muestra a María con Jesús de niño, Dios el padre y el evangelista Juan. Delante hay una cruz de estilo gótico tardío (1480) de Lübeck y dos alacenas (siglo XIV). Se supone que la cruz estaba originalmente en el patio interior de la abadía.
Frente al altar se encuentra la lápida del primer obispo luterano y administrador de Mecklemburgo, Magnus III (fallecido en 1550). Era amigo de Philipp Melanchton. Además está la lápida de la duquesa Úrsula, la madre de Magnus III. En el muro norte hay un epitafio de escritura renacentista, en latín y alemán, de Magnus III con el escudo de armas del duque. A la izquierda hay varias placas conmemorativas de los nobles enterrados allí y debajo hay losas de piedra medievales con animales heráldicos (siglo XIV) para marcar las tumbas ducales (restauradas en 2005/06).
Debajo de la galería del órgano se puede ver la pintura del gran duque Friedrich Franz I de Mecklemburgo, fundador del primer balneario alemán en Heiligendamm, en 1793. El sarcófago de mármol sirve como lugar de descanso final para la princesa Feodora von Reuß (fallecida en 1918 ), esposa del duque Adolf Friedrich de Mecklemburgo. Junto a ella se encuentra la lápida del duque Pribislao (fallecido en 1179) que se cree que fue colocada por error sobre la tumba del duque Enrique I de Mecklemburgo (fallecido en 1302) en algún momento del siglo XIX.
En el interior del arco de la galería del órgano se conservan valiosas pinturas murales que muestran enredaderas y el sufrimiento de Jesús, fechadas en el siglo XV. En el pilar del coro hay dos estatuas, una del duque Balthasar (fallecido en 1507) y la otra del duque Erich (fallecido en 1508). Ambos datan del período de transición entre el gótico y el renacimiento. Esos son epitafios de la más alta calidad.
Las coloridas pinturas de azulejos de la columna central en el crucero norte (una similar en el crucero sur), fueron creadas en el siglo XIV basándose en diseños orientales. La columna central, los arcos en el crucero, las vigas debajo de los techos abovedados y las columnas laterales estabilizan el edificio de la iglesia que se construyó en una zona pantanosa. Al otro lado la lápida de la duquesa Ana de Mecklemburgo (fallecida en 1464), hija de Enrique IV de Mecklemburgo y hermana de Magnus II.

### Altar Molino, maqueta y lápida
El «altar Molino» (1410/20) fue creado como uno de los primeros de su tipo. La sección central muestra una descripción muy pintoresca de la transformación de la palabra en carne o Eucaristía. Los cuatro evangelistas vierten la palabra de Dios en el embudo del molino, el molino en forma de cruz representa a Jesucristo y muestra el lugar de la transformación, los 12 apóstoles dan fuerza al molino y los cuatro padres de la iglesia toman el alimento trans-substanciado en un cáliz y lo pasan a los creyentes. En la sección lateral se representan escenas de la vida de San Martín.
La maqueta de la abadía muestra los edificios de la abadía en el momento de la disolución en 1552 con el paso de l crucero y numerosos edificios laterales. Varios de esos edificios todavía están intactos hoy, p. el osario (1250) al norte de la catedral, así como el almacén de cereales y las ruinas del edificio comercial (1290) al sur de los terrenos de la abadía. La muralla de la abadía, de 1400 metros de largo, permanece casi igual que en la época medieval. En el otro lado está la lápida de Heinrich von der Lühe, restaurada en 2004. Tiene la inscripción: «En el año de Nuestro Señor 1401, en el día del mártir Vincentius, el buen Heinrich von Lühe, un amigo sincero de la abadía, murió y descansa bajo esta piedra. Que en paz descanse. Amén».

### Tumba de Lord Samuel von Behr y un cisne y astas
La tumba de Lord Samuel von Behr (fallecido en 1621) fue construida por Julius Döteber de Leipzig y el canopio fue erigido en 1626 por Cheer Evert Pilot. Samuel von Behr fue canciller, mariscal, ministro, gerente y mentor del duque Adolf Friedrich, quien hizo erigir este monumento en agradecimiento a su mentor.
A la derecha de la capilla y enfrente, el cisne y las astas recuerdan la leyenda fundacional de la abadía. Después de que la primera abadía fuera destruida, el duque Nikolaus de Rostock buscó un lugar para la construcción de  una nueva abadía. Ese lugar sería donde se matara el primer ciervo en la caza, siendo así que el príncipe mató al ciervo aquí. Los monjes que inspeccionaban el sitio pensaron que el suelo era demasiado húmedo ya que era una zona pantanosa. Sin embargo, de repente, un cisne se elevó de un matorral en el aire y graznó "dobr, dobr" (en eslavo, 'bueno'), que los monjes tomaron como una señal de Dios y decidieron construir la abadía en el lugar. ("dobr" -> Doberan (en eslavo, 'buen lugar').

### Figura de la reina Margarita de Dinamarca y tres altares
Se supone que la figura del gótico temprano y románico tardío de la reina Margarita (fallecida en 1282), tallada en roble, es la escultura funeraria más antigua de Mecklemburgo-Vorpommern y la escultura femenina más antigua de todas las abadías cistercienses.
Después de que el esposo de Margarita, Christoforo I de Dinamarca, fuera asesinado en su tierra natal, ella hizo un viaje a Roma y, a su regreso, vivió como contribuyente y habitante de la abadía de la Santa Cruz en Rostock. Aunque vivió en Rostock, fue enterrada en la catedral, ya que ese era el lugar donde eran enterrados los duques y duquesas de la Casa de Mecklemburgo.
A la derecha, detrás de la escultura de la tumba, la sección central del altar de la crucifixión de Cristo (1340) representa a siete mujeres que representan las siete virtudes: obediencia, perseverancia, compasión, amor, humildad, justicia y paz. Esta rara exhibición está basada en Isaías 4.1 que narra la lucha de las virtudes por el alma humana: Cristo murió para que las virtudes pudieran venir al mundo y el lugar donde las virtudes reinan allí ha llegado el Reino de Dios. En el interior de las alas se ven a los profetas, Isaías, Ezequiel, Jeremías y Daniel. En el exterior de las alas se puede ver la escena de la anunciación con María, el nacimiento de Cristo, los tres reyes adorando y la dedicación en el templo. El altar fue renovado en 2003/2004. El Altar de la Pasión de Cristo del siglo XIV con partes de un altar lateral adicional, se conserva solo parcialmente. El Altar del Corpus Christi con La Última Cena (1330) muestra una de las pinturas en tablillas más antiguas de Mecklemburgo. Se cree que estuvo en la capilla de la puerta en la puerta occidental de la abadía, y está asociado con las reliquias de la sangre santa de Doberan. La tablilla se atribuye al segundo cuarto del siglo XIV. La sección del ala plegable izquierda ya faltaba alrededor del año 1700.

### Tumba y cripta del duque  Adolfo Friedrich I
La tumba y la cripta del duque Adolf Friedrich I de Mecklemburgo (fallecido en 1658) y de su esposa Anna Maria von Ostfriesland (fallecida en 1634) fue construida por Julius Döteber de Leipzig y Daniel Weber de Rostock en el estilo de transición del renacimiento al barroco en 1634. El monumento está hecho de piedra caliza, el techo es de madera tallada con pequeñas ventanas con incrustaciones de nácar. Las figuras talladas a tamaño real del duque y de la duquesa se hicieron al estilo español, que era el estilo dominante en ese momento. Después del saqueo durante la guerra de los Treinta Años, Adolf Friedrich hizo renovar el techo y el mobiliario en 1637.

### El Octógono
El Octógono es una capilla funeraria octogonal para 13 duques de Mecklemburgo, construida o reconstruida en 1420 con columnas y capiteles románicos de alrededor de 1240. La ubicación detrás del altar mayor era un lugar de enterramiento privilegiado. Téngase en cuenta las tallas ornamentales a lo largo de la balaustrada. Las pinturas murales del octágono, restauradas en 2004, representan al rey Alberto III de Suecia (fallecido en 1412), al duque Enrique III (fallecido en 1383), al duque Juan IV (fallecido en 1422) y al duque Magnus I de Mecklemburgo (fallecido en 1384).

### Tumba del rey Alberto de Suecia

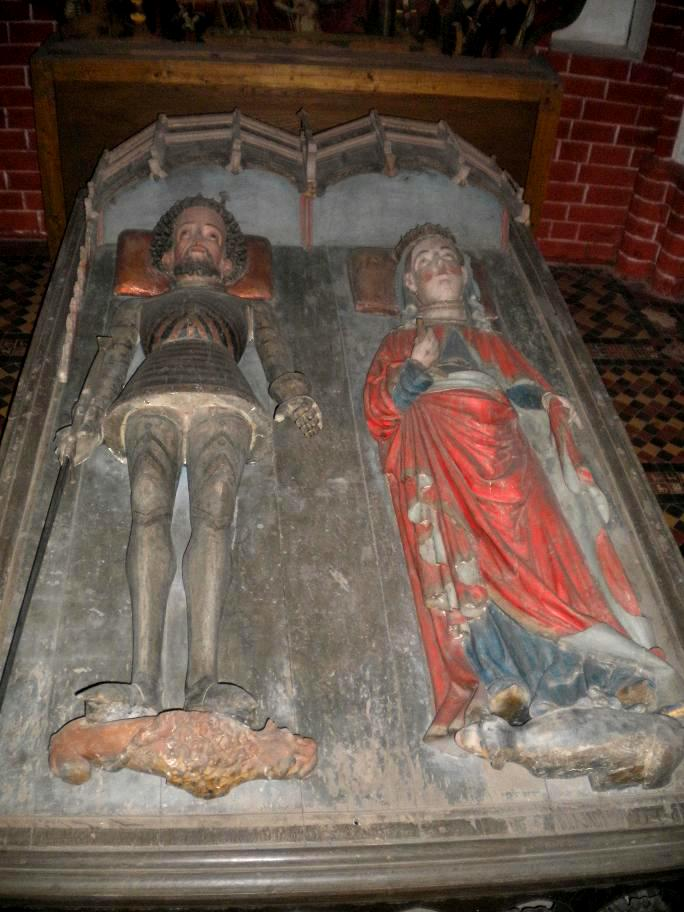
Grave monument to King and Queen of Sweden.

La tumba del duque Alberto III de Mecklemburgo, rey de Suecia (fallecido en 1412), enterrado en el octágono, y cenotafio de su primera esposa, la reina Richardis (fallecida en 1377, enterrada en Estocolmo), es un importante ejemplo de arte funerario gótico. La nobleza sueca votó por Albert para convertirse en el rey de Suecia. Tras un reinado de 25 años, en el año 1389, fue derrotado en batalla por la reina danesa Margarita I. A partir de entonces su poder e influencia se limitó a Mecklemburgo. El león y el perro debajo de las figuras simbolizan la fuerza y la lealtad. Vale la pena notar los pliegues bellamente arreglados del vestido de Richard en estilo gótico.

### Estatua conmemorativa del duque Magnus II
Se dice que la estatua conmemorativa del duque Magnus II de Mecklemburgo (fallecido en 1503) es la forma más completa de un epitafio. En su mano derecha sostiene una daga y alrededor de su cabeza hay un vendaje mortal. Magnus fue un gobernante enérgico, que promulgó reformas agrarias fundamentales que demostraron su visión de futuro en materia económica y financiera. Dos estatuas similares se exhiben en el frente de la capilla Pribislav.

### Tumba del duque Johann Albrecht II de Mecklemburgo
La tumba del duque Johann Albrecht II de Mecklemburgo (fallecido en 1920) y de su esposa Elisabeth von Saxony-Weimar-Eisenach (fallecida en 1908) fue creada en 1910 por el maestro de obras Winter de Braunschweig. Consiste en un pedestal de labrador noruego gris azulado, coronado por un copón hecho parcialmente de mármol italiano, que está decorado con un valioso mosaico de vidrio. Johann Albrecht viajó mucho como presidente de la sociedad colonial alemana. El estilo de la tumba fue influenciado por el estilo bizantino de los edificios en Rávena, así como por la arquitectura de estilo prusiano.

### La parte trasera de los bancos levita
Las partes inferiores de las bancas levitas son originarias del siglo XIV, el baldaquino y la parte trasera son una reconstrucción del siglo XIX. En las vitrinas, literatura, postales y recuerdos que se pueden adquirir en la taquilla.

### Placa con imagen y texto de Peter Wise
Es mejor comenzar el recorrido por la iglesia en el lado derecho de la entrada en el ala sur. En ese muro sur está la traducción del «Certificado de dedicación» de 1368, la lápida conmemorativa de Heinrich von der Weser y de su esposa (siglo XIV), la placa funeraria conmemorativa de Peter Wise (fallecido en 1338), un comerciante de Lübeck y patrocinador de la abadía. Encima está la placa con la imagen y el texto de Peter Wise en alemán y latín. Menciona tres donaciones de altar de Wise y lo muestra vestido a la moda del siglo XIV. 

### Epitafio ducal de estilo renacentista
En el muro occidental hay un epitafio ducal de estilo renacentista hecho de cuatro placas de mármol separadas. Fue realizado en 1583 a pedido del duque Ulrich y de su esposa Isabel, duquesa de Mecklemburgo, nacida princesa de Dinamarca. El epitafio honra a todos los miembros de la Casa de Mecklemburgo sepultados en la iglesia hasta ese momento. Ese epitafio supera a todos los demás en estilo y forma y fue restaurado en 2006. En el crucero sur ubicado en la pared se encuentran también las pinturas del duque Christian Luis de Mecklemburgo (fallecido en 1692), del duque Adolf Friedrich I de Mecklemburgo (fallecido en 1658) y de su esposa Anna Maria von Ostfriesland (fallecida en 1634). Debajo de la lápida de Johannes Moltke (fallecido en 1388) y de su esposa Margaretha (fallecida en 1391). Junto a ella se encuentra la lápida del caballero Heinrich Moltke y de Katharina Moltke. Ambas piedras fueron restauradas en 2006. En la esquina de la derecha hay un pilar de piedra caliza del siglo XIII, que probablemente fue trasladado aquí de algún otro edificio de la abadía, ahora inexistente.